# 12943 Selmademink
A 12943 Selmademink (ideiglenes jelöléssel (12943) 6670 P-L) a Naprendszer kisbolygóövében található aszteroida. Cornelis Johannes van Houten, Ingrid van Houten-Groeneveld és Tom Gehrels fedezte fel 1960. szeptember 24-én.

## Kapcsolódó szócikk
- Kisbolygók listája (12501–13000)